# Килиник

Остров Килиник (на английски: Killiniq Island) е 72-рият по големина остров в Канадския арктичен архипелаг. Площта му е 269 км2, която му отрежда 96-о място сред островите на Канада. Административно принадлежи към канадската територия Нунавут (220 км2) и провинция Нюфаундленд и Лабрадор (49 км2). Необитаем.
Островът се намира в южната част на източния вход на Хъдсъновия проток, на север от големия полуостров Лабрадор, от който го отделя широкият едва 180 м в най-тясната си част проток Маклилан. На север от острова са разположени групата острови Батън, от който го отделя протока Грей, а в близост до него по-малките острови Буш на север и Пърт и Кабот на изток. Дължината му от северозапад на югоизток е 33,5 км, а максималната му ширина – 13,3 км в средата.
През целия остров от северозапад на югоизток преминава планински хребет с максимална височина от 580 м, спускащ се стръмно, на места отвесно в морето. Бреговете на острова с дължина 196 км са много силно разчленени с множество малки заливи, полуострови, островчета и скали, които едновременно предоставят отлични условия са акостиране на плавателни съдове, но същевременно са много опасни за корабоплаването в района. В можеството котловини и долини са сгушени стотици малки езера.
Откривателят на острова не е известен, но на картата на известния картограф Герардус Меркатор, издадена през 1569 г. островът е изобразен. През 1587 г. е посетен от английския полярен мореплавател Джон Дейвис, който официално се смята за негов откривател. В края на XVIII в. в северозападната част на острова съществува ескимоско селище, в което живеят около 100 души. През 1884 г. е създадена метеорологична станция, а през 1899 г. мисионерът Сам Стюарт основава в селището англиканска мисия и в чест на тогавашния епископ на Нюфаундленд Левелин Джонс, той я кръщава Бишоп Джонс Вилидж. По-късно селището два пъти сменя името си на Порт Бъруел и Килиник, и в него по различно време съществуват пост на Кралската канадска конна полиция, радиостанция на Канадската брегова охрана, търговски пункт на „Компанията Хъдсънов залив“ и религиозна мисия на „Моровските братя“. През 1978 г. всичките жители на селището са преместени на континента и остава да съществува само автоматичната ветеорологична станция, която се посещава периодично от обслужващи екипи.
|  | Тази страница частично или изцяло представлява превод на страницата „Киллинек (остров)“ в Уикипедия на руски. Оригиналният текст, както и този превод, са защитени от Лиценза „Криейтив Комънс – Признание – Споделяне на споделеното“, а за съдържание, създадено преди юни 2009 година – от Лиценза за свободна документация на ГНУ. Прегледайте историята на редакциите на оригиналната страница, както и на преводната страница, за да видите списъка на съавторите. ВАЖНО: Този шаблон се отнася единствено до авторските права върху съдържанието на статията. Добавянето му не отменя изискването да се посочват конкретни източници на твърденията, които да бъдат благонадеждни. |